# لئونارد ملودینو
لئونارد ملودینو (انگلیسی: Leonard Mlodinow؛ زاده 1954) یک دانشمند اهل ایالات متحده آمریکا است.